# QRO
Mit QRO wird im Amateurfunk der Sendebetrieb mit großer Leistung bezeichnet. Das Kürzel, im Funkverkehr benutzt, bedeutet: „Erhöhen Sie [bitte] die Sendeleistung!“. Wird ein Fragezeichen angefügt (QRO?) bedeutet es: „Soll ich die Sendeleistung erhöhen?“
QRO ist das Pendant zu QRP, das das Gegenteil bedeutet. Beide Kürzel sind Bestandteile des häufig verwendeten Q-Schlüssels.